# Stade Alfredo-Schürig
 (mars 2025).
Le stade Alfredo-Schürig (en portugais : Estádio Alfredo Schürig), également connu sous le nom de stade du Parc-Saint-Georges (en portugais : Estádio Estádio Parque São Jorge) ou encore Fazendinha, est un stade omnisports brésilien, principalement utilisé pour le football, situé dans la ville de São Paulo.
Doté de 13 969 places et inauguré en 1928, le stade sert de domicile pour l'équipe de football féminine des Corinthians.

## Histoire
Le stade est le 22 juillet 1928, lors d'un match nul 2-2 entre les Corinthians et l'América. Le premier but est inscrit par le joueur des Corinthians, Alexandre de Maria.
Le stade tient son nom d'Alfredo Schürig, président du club des Corinthians entre 1931 et 1933. Le stade devient le domicile du club au début des années 1940, au moment de la construction du stade du Pacaembu. Le club déménage au Pacaembu dans les années 1950 à cause de la capacité limitée du stade Alfredo-Schürig.
Le record de spectateurs dans le stade est de 32 419 personnes, le 23 octobre 1947, lors d'une victoire 2-0 des Corinthians sur Ferroviária.
En 1963, le stade est l'un des hôtes des Jeux panaméricains de 1963, accueillis par la ville de São Paulo.

## Événements
- Jeux panaméricains de 1963

## Galerie

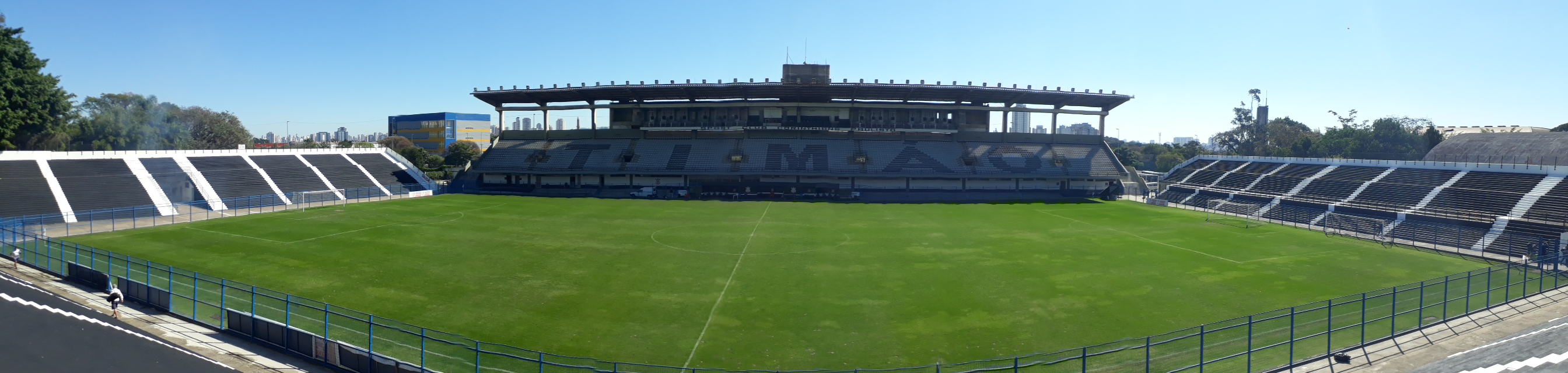
Vue panoramique du stade 1
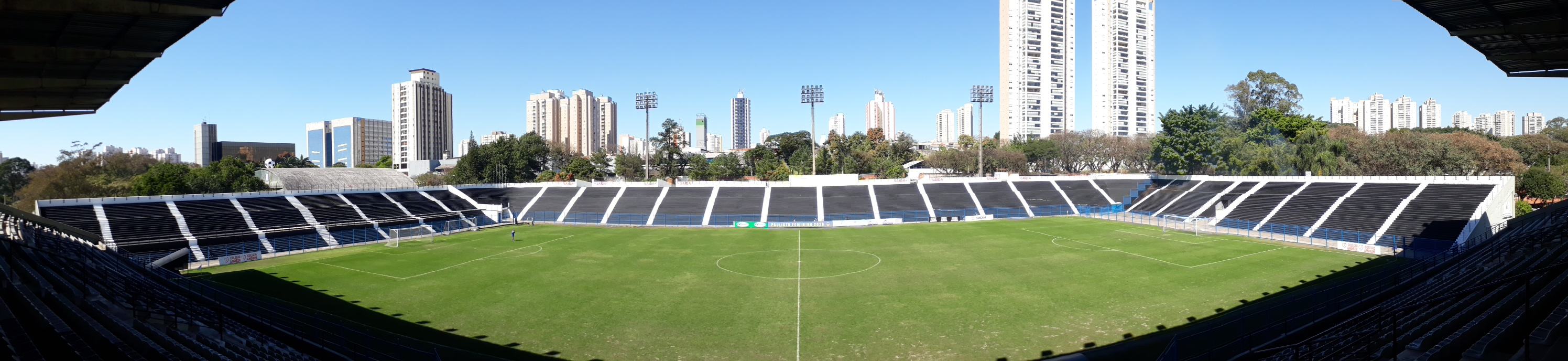
Vue panoramique du stade 2
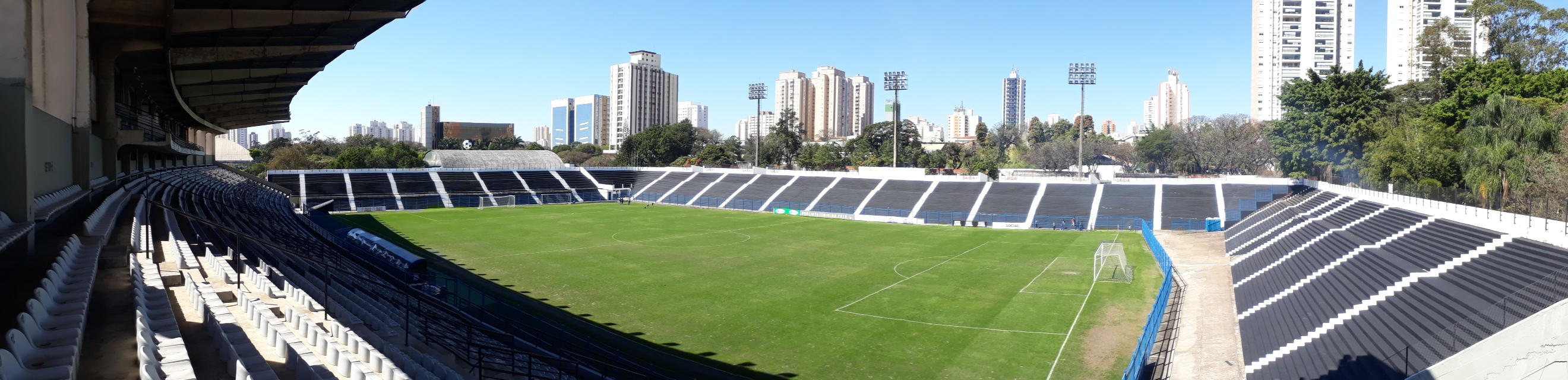
Vue panoramique du stade 3